# Air Serbia
Air Serbia – serbskie narodowe linie lotnicze z siedzibą w Belgradzie. Były również narodową linią lotniczą Jugosławii. Głównym hubem jest Port lotniczy Belgrad.

## Historia

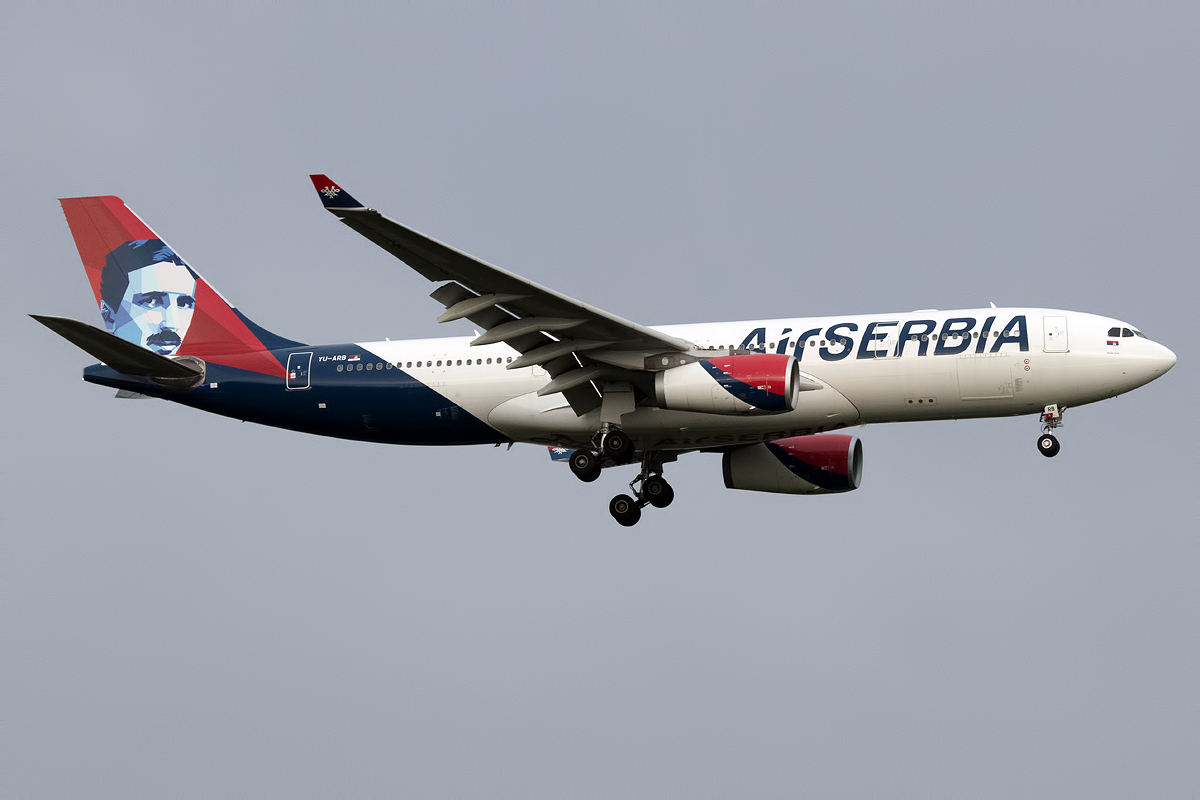
Airbus A330 należący do Air Serbia w specjalnym malowaniu z podobizną Nikoli Tesli

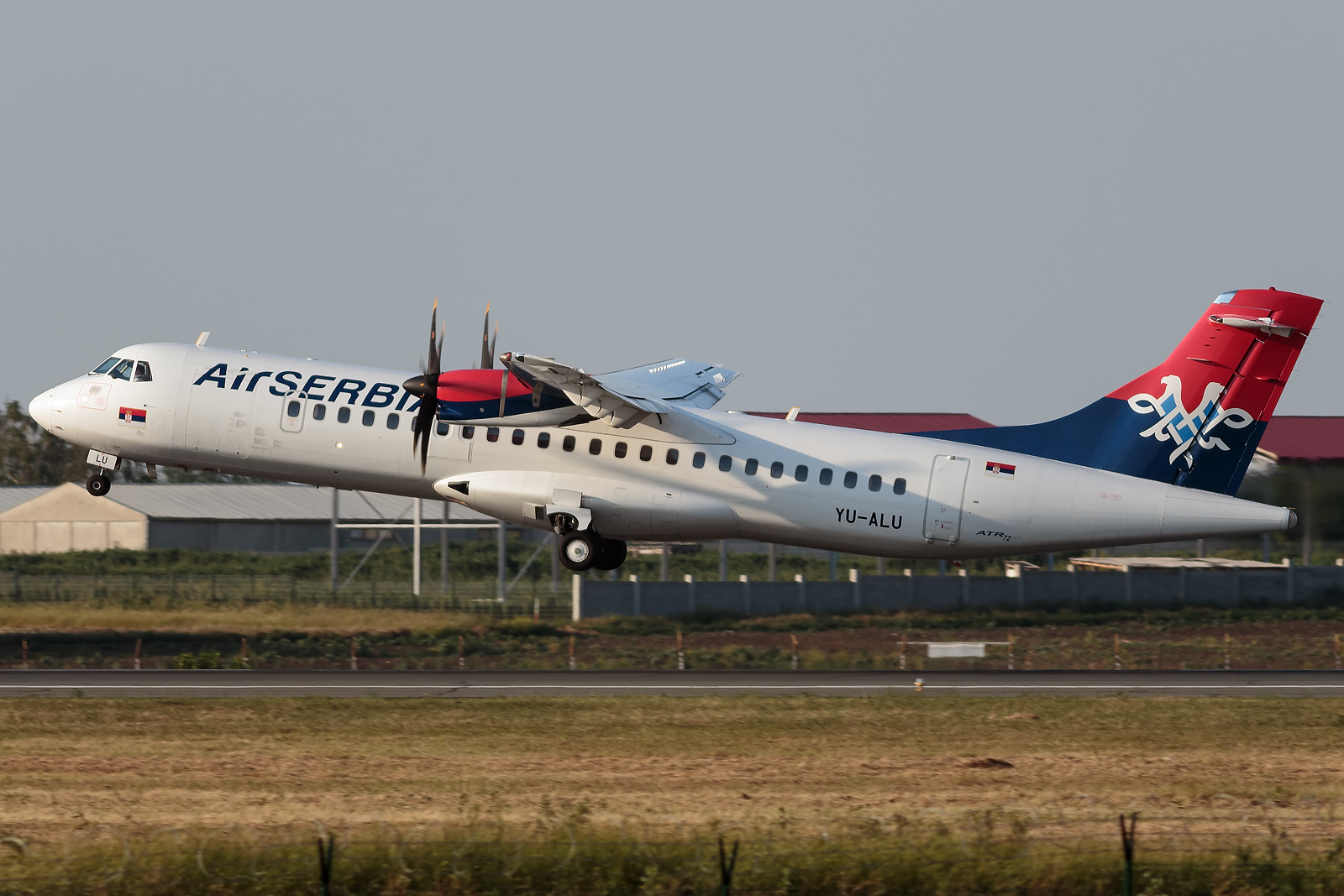
ATR 72-500 startujący z lotniska w Belgradzie

Linia została założona 17 czerwca 1927 pod nazwą JAT - Jugoslovenski Aerotransport, jednak rozpoczęcie działalności operacyjnej nastąpiło 1 kwietnia 1947. W latach 60. do floty wprowadzono samoloty McDonnell Douglas DC-9 oraz DC-10, które obsługiwały narodowego przewoźnika do końca lat 90. Od 2003, po rozpadzie Jugosławii, linia działała pod nazwą Jat Airways.
1 sierpnia 2013 rząd Republiki Serbii oraz linie lotnicze Etihad Airways podpisały porozumienie o przekształceniu linii Jat w całkiem nową markę Air Serbia.
Nowe linie przejęły dotychczasową siatkę połączeń oraz samoloty ATR, od Etihad Airways dostały w leasing 10 samolotów Airbus A319. Pierwszy z nich, A319-131 YU-APC, wylądował na lotnisku w Belgradzie 19 października 2013. Maszyna przyleciała z Düsseldorfu, na ostatnim odcinku lotu eskortowana była przez dwa MiG-29 serbskich sił powietrznych.
Agencja ratingowa Skytrax przyznała liniom trzy gwiazdki.

## Porty docelowe

### Afryka
- Egipt
  - Kair (port lotniczy Kair)

### Ameryka Północna
- Stany Zjednoczone
  - Nowy Jork (port lotniczy Nowy Jork JFK)

### Azja
- Izrael
  - Tel Awiw-Jafa (port lotniczy Tel Awiw-Ben Gurion)

### Europa
- Albania
  - Tirana (port lotniczy Tirana)
- Austria
  - Wiedeń (port lotniczy Wiedeń-Schwechat)
- Belgia
  - Bruksela (port lotniczy Bruksela)
- Bośnia i Hercegowina
  - Banja Luka (port lotniczy Banja Luka)
  - Sarajewo (port lotniczy Sarajewo)
- Bułgaria
  - Sofia (port lotniczy Sofia)

- Chorwacja
  - Zagrzeb (port lotniczy Zagrzeb)
- Cypr
  - Larnaka (port lotniczy Larnaka)
- Czarnogóra
  - Podgorica (port lotniczy Podgorica)
  - Tivat (port lotniczy Tivat)
- Czechy
  - Praga (port lotniczy Praga)
- Dania
  - Kopenhaga (port lotniczy Kopenhaga-Kastrup)
- Finlandia
  - Helsinki (port lotniczy Helsinki-Vantaa)
- Francja
  - Paryż (port lotniczy Paryż-Roissy-Charles de Gaulle)
- Grecja
  - Ateny (port lotniczy Ateny)
  - Saloniki (port lotniczy Saloniki-Makedonia)
- Hiszpania
  - Barcelona (port lotniczy Barcelona)
  - Madryt (port lotniczy Madryt-Barajas)
- Holandia
  - Amsterdam (port lotniczy Amsterdam-Schiphol)
- Macedonia Północna
  - Skopje (port lotniczy Skopje)
- Niemcy
  - Berlin (port lotniczy Berlin-Tegel)
  - Düsseldorf (port lotniczy Düsseldorf)
  - Frankfurt (port lotniczy Frankfurt)
  - Stuttgart (port lotniczy Stuttgart)
- Rosja
  - Krasnodar (port lotniczy Krasnodar)
  - Moskwa (port lotniczy Moskwa-Szeremietiewo)
- Rumunia
  - Bukareszt (port lotniczy Bukareszt-Otopeni)
- Serbia
  - Belgrad (port lotniczy Belgrad) (hub)
- Słowenia
  - Lublana (port lotniczy Lublana)
- Szwajcaria
  - Zurych (port lotniczy Zurych-Kloten)
- Szwecja
  - Sztokholm (port lotniczy Sztokholm-Arlanda)
- Turcja
  - Stambuł (port lotniczy Stambuł-Atatürk)
- Ukraina
  - Kijów (port lotniczy Kijów-Boryspol)
- Wielka Brytania
  - Londyn (port lotniczy Londyn-Heathrow)
- Włochy
  - Mediolan (port lotniczy Mediolan-Malpensa)
  - Rzym (port lotniczy Rzym-Fiumicino)
  - Wenecja (port lotniczy Wenecja Marco-Polo)

## Flota
Według stanu na styczeń 2025 flota Air Serbia składała się z 27 samolotów o średnim wieku 14 lat:
| Samolot         | Samolot | Samolot   | Liczba miejsc | Liczba miejsc | Liczba miejsc | Uwagi                                     |
| Model           | Aktywne | Zamówione | B             | E             | Łącznie       | Uwagi                                     |
| --------------- | ------- | --------- | ------------- | ------------- | ------------- | ----------------------------------------- |
| ATR 72          | 10      | -         | -             | 72            | 72            |                                           |
| Airbus A319-100 | 10      | -         | -             | 144           | 144           | Elastyczna konfiguracja miejsc klas B i E |
| Airbus A320-200 | 3       | -         | -             | 180           | 180           | Elastyczna konfiguracja miejsc klas B i E |
| Airbus A330-200 | 3       | 1         | 22            | 240           | 262           |                                           |
| Embraer E195    | 1       | 1         | -             | 118           | 118           |                                           |
| Łącznie         | 27      | 2         |               |               |               |                                           |